# Kilényi Ede (zongoraművész)
Kilényi Ede (Edward Kilenyi jr.) (Philadelphia 1910. május 7. – Tallahassee, 2000. január 6.) amerikai-magyar zongoraművész és -tanár.

## Életpályája
id. Kilényi Ede (1884–1968) zeneszerző és Fráter Etel (1889–1964) fiaként született. Szülei a Magyar Királyságból emigráltak az Egyesült Államokba. Már háromévesen megmutatkozott zenei tehetsége, hallás után játszott dallamokat. Első tanára édesapja volt. Dohnányi amerikai turnéja során, 1921-ben meghallgatta a fiút, és felajánlotta, hogy kézbe veszi a tanítását. 1925-ben Budapestre utazott, ahol felvették a Zeneakadémiára. Néhány év múltán már tanárával koncertezett.
Miután 1930-ban megszerezte diplomáját, koncertező zongoraművészként működött Európában, majd 1940-től az USA-ban is. Karrierjét a második világháború szakította meg. Bevonult az amerikai hadseregbe, hadtáptisztként szolgált. 1945-ben Európába helyezték, Bajorországban működött. A német zenei és színházi élet újjászervezésében szerzett érdemeket, több neves művészt sikerült tisztáznia a kollaboráció hamis vádja alól (pl. Solti Györgyöt és tanárát, Dohnányi Ernőt is). 1953 és 1983 között a floridai Tallahassee-ben a Floridai Állami Egyetemen tanított. Létrehozta az Edward Kilenyi Archivumot, amelyben édesapja és saját maga kulturális hagyatékát őrzik és tették kutathatóvá.
Kora nagyhatású előadóművészei közé tartozott. A legnagyobb karmesterekkel koncertezett, többek között Thomas Beecham, Willem Mengelberg, Karl Muck, Sir Henry Wood, John Barbirolli, Paul Paray, Philippe Gaubert, Charles Munch, Széll György, Otto Klemperer, Dimitri Mitropulosz, Ionel Perlea és Ormándy Jenő voltak partnerei, akik mind szuperlatívuszokban nyilatkoztak játékáról. Mind Európában, mind Amerikában számos hangfelvételt készített, amelyeket időről időre újból kiadnak. Előadói megbecsültségét jelzi, hogy a Remington kiadott egy lemezt, amelyen Chopin h-moll szonátáját négy előadó játssza, Rachmaninov, Cortot, Brailowsky és Kilényi. Repertoárja széles volt, de leginkább Beethovenre és a romantikára koncentrált. Többek közt az alábbi versenyművek szerepeltek műsorán: mindhárom Liszt, mindkét Chopin zongoraverseny, Beethoven 1,3,5, Brahms 2. koncert, Frederick Delius, Schumann, Csajkovszkij, Mendelssohn versenyművei. Tanítványai nyilatkoztak kivételes memóriájáról, szinte mindent fejből elő tudott játszani növendékeinek.